# OTOGI
OTOGI（オトギ）は2018年に結成された日本の音楽ユニット。すべての楽曲の作編曲をヒロヒロヤが、全作詞と歌、ビジュアル面をまいぺんが担当している。

## 概要
元ハッカドロップスのマイ（まいぺん）と、藤岡みなみ&ザ・モローンズのヒロヒロヤが、それぞれの活動と並行する形で2018年3月1日に結成。4月27日にはTSUTAYA O-nestにてワンマンライブを開催した。現在は二人ともにOTOGIの活動に専念している。2024年3月1日6周年当日には SHIBUYA PLEASURE PLEASURE にて初のホールワンマンライブを開催した。

## ディスコグラフィー

### シングル
白い息は君の煙（2022年12月24日）
- 「白い息は君の煙」
- サブスク・配信リリース（ハイレゾ音源あり）

ミッドナイト・クルージング（2024年2月17日）
- 「ミッドナイト・クルージング」
- サブスク・配信リリース（ハイレゾ音源あり）

ラブソング（2024年11月4日）
- 「ラブソング」
- サブスク・配信リリース（ハイレゾ音源あり）

魔法のつづきを（2025年1月20日）
- 「魔法の続きを」
- サブスク・配信リリース（ハイレゾ音源あり）

君が誰かの恋人になる前に（2025年3月28日）
- 「君が誰かの恋人になる前に」
- サブスク・配信リリース（ハイレゾ音源あり）

### ミニ・アルバム
憂鬱イズポップ（2018年8月22日）
1. 貴方がいてもいなくても
2. レモン
3. おしゃべりがとまらないよ
4. Re:20億光年の眠りから
5. 流れ星みたい

### デモCD
1stバンドDEMO （2018年3月1日）
1. おしゃべりがとまらないよ
2. 流れ星みたい
3. 風に翻る
4. きらきら、つめたい

1stアコースティックDEMO（2018年4月11日） 
1. 風に翻る（acoustic ver）
2. レモン（acoustic ver）
3. 紫陽花（acoustic ver）

2ndバンドDEMO（2019年4月27日） 
1. ミッドナイト・クルージング
2. MY HAPPY NEW HELL（仮）
3. パラレルスペース

2ndアコースティックDEMO（2019年4月27日） 
1. monologue（acoustic ver）
2. 流れ星みたい（acoustic ver）
3. きらきら、つめたい（acoustic ver）

3rdバンドDEMO（2022年6月25日）
1. 浴槽のサカナ
2. 8月の雨とソーダ水

4thバンドDEMO（2023年3月5日）
1. 愛ならば
2. 箱根かもね

- CD / ダウンロードカードの2タイプ（初回ライナーノーツ付き）

魔法のつづきを/なくしてしまう気がする（2025年2月中旬）
1. 魔法のつづきを
2. なくしてしまう気がする

- 先行受注生産（初回ライナーノーツ付き）

demo&mastered CD-R音源集（2025年7月上旬）
1. とわずがたり
2. Good Bye My Love
3. そんなハッピーエンド
4. Missing

## 発表楽曲一覧（未発売含む）
- きらきら、つめたい...2017年11月22・渋谷チェルシーホテル
- 風に翻る...2018年01月22日・青山月見ル君想フ
- 流れ星みたい...2018年01月22日・青山月見ル君想フ
- 紫陽花...2018年02月04日・代官山LOOP
- おしゃべりがとまらないよ...2018年02月14日・渋谷TSUTAYA O-nest
- レモン...2018年03月01・代官山LOOP
- メリーゴーランド（旧タイトル『タオル』）...2018年04月02日・代官山LOOP
- 貴方がいてもいなくても...2018年04月02日・代官山LOOP
- ハッピーエンド、つづく...2018年05月07日・渋谷eggman
- 白い月が見てる...2018年05月14日・代官山LOOP
- Re:20億光年の眠りから...2018年05月24日・渋谷eggman
- monologue...2018年08月03日・四谷LOTUS
- ミッドナイト・クルージング...2018年10月27日・morph-tokyo
- パラレル・スペース...2019年2月13日・渋谷eggman
- 8月の雨とソーダ水...2019年06月08日・下北沢MOSAiC
- 白い息はあなたの煙...2020年01月09日・下北沢モナレコード
- 海の向こうで（仮）...2020年01月15日・代官山LOOP
- なくしてしまう気がする...2020年10月22日・代官山LOOP
- 浴槽のサカナ...2021月06月23日・下北沢モナレコード
- 明るい部屋...2022年02月26日・心斎橋 歌う魚
- 愛ならば...2022年06月25日・渋谷Spotify O-nest
- 箱根かもね...2022年09月22日・名古屋 KDハポン
- 永遠に降る...2023年04月23日・大宮 ヒソミネ
- ブルームーンベイビー...2023年08月10日・下北沢CLUB251（旧『タオル』の歌詞を全面リライト）
- ラブソング...2023年09月09日・新代田FEVER
- 魔法のつづきを...2024年03月01日・SHIBUYA PLEASURE PLEASURE
- 君が誰かの恋人になる前に...2024年06月30日・北堀江 club vijon
- エバーグリーン（初披露時『3年後、僕らは』）...2024年07月15日・名古屋新栄HeartLand
- ライブハウスで鳴らして...2024年08月03日・渋谷 TOKIO TOKYO
- Missing（仮）...2024年09月23日・下北沢モナレコード
- とわずがたり...2024年12月29日・名古屋Music Bar Perch
- そんなハッピーエンド...2025年03月18日・下北沢440
- Good Bye My Love...2025年03月18日・下北沢440
- アイビー...2025年06月22日・下北沢440
- 夜行中...2025年07月26日・大阪TONE8.0

## ミュージックビデオ
| 公開日 | 公開日   | タイトル                   | リンク     | 制作・監督     |
| ------ | -------- | -------------------------- | ---------- | -------------- |
| 2018年 | 7月17日  | 流れ星みたい               | [ 動画 1 ] | 井樫彩         |
| 2018年 | 10月13日 | レモン                     | [ 動画 2 ] | サトウダイスケ |
| 2020年 | 7月28日  | ミッドナイト・クルージング | [ 動画 3 ] | しまぐちニケ   |
| 2021年 | 3月12日  | 白い息は君の煙             | [ 動画 4 ] | 川上喜朗       |

## 動画
1. ↑   OTOGI「流れ星みたい」【MV】, (2018-07-17) 2025年1月15日閲覧。
2. ↑   OTOGI「レモン」【MV】, (2018-10-13) 2025年1月15日閲覧。
3. ↑   OTOGI「ミッドナイト・クルージング」【MV】, (2020-07-28) 2025年1月15日閲覧。
4. ↑   OTOGI「白い息は君の煙」【MV】, (2021-03-12) 2025年1月15日閲覧。